# Josette Borel-Lincertin
Pour les articles homonymes, voir Borel.
Josette Borel-Lincertin, née le 12 août 1941 à Capesterre-de-Marie-Galante (Guadeloupe), est une femme politique française. Elle est présidente du conseil régional de la Guadeloupe de 2012 à 2014 et présidente du conseil départemental de la Guadeloupe de 2015 à 2021.

## Biographie

### Débuts et parcours professionnel
Josette Claire Lincertin naît le 12 août 1941 sur l'île de Marie-Galante, dans la commune de Capesterre-de-Marie-Galante (au sud de l'île). Sa mère est boulangère-pâtissière et elle élève d'une autorité bienveillante une fratrie de quatre enfants. D'abord scolarisée à Marie-Galante, elle quitte son île pour la Guadeloupe afin de poursuivre sa scolarité. 
Après son baccalauréat, elle part étudier à Paris et revient en 1964, âgée de 22 ans, pour entamer une carrière d’enseignante qui durera 40 ans. 
Elle enseigne les mathématiques pendant 18 ans avant de devenir cheffe d'établissement dans plusieurs académies. Elle est d'abord affectée comme principale du collège de Pointe-Noire, dans le nord de la Basse-Terre, en Guadeloupe. En 1986, elle est nommée professeure dans l’académie d’Amiens. Devenue ensuite proviseure, elle termine sa carrière au lycée Gerville-Réache de Basse-Terre en 2004.

### Parcours politique
Lors des élections régionales de 2004, nouvelle adhérente à la Fédération guadeloupéenne du Parti socialiste, elle participe à la campagne de Victorin Lurel, qui lui propose d'être deuxième sur sa liste "La Guadeloupe pour tous". Élue, elle devient première vice-présidente du Conseil régional de la Guadeloupe. Elle garde cette fonction après sa réélection lors des élections régionales de 2010. 
Lors des élections municipales de 2008, elle est élue au conseil municipal des Abymes et devient première adjointe au député-maire Éric Jalton.
Le président de Région, Victorin Lurel, démissionne le 10 juillet 2012, consécutivement à sa nomination comme ministre des Outre-mer. Josette Borel-Lincertin lui succède le 3 août 2012, élue avec 33 voix sur 38 votants. Elle est, après Lucette Michaux-Chevry, la deuxième femme présidente du Conseil régional de la Guadeloupe.
Victorin Lurel n'étant plus membre du nouveau gouvernement Valls I formé le 2 avril 2014, Josette Borel-Lincertin annonce sa démission de la présidence du conseil régional le 12 avril, de sorte que son prédécesseur puisse reprendre la fonction.
Après les élections départementales de 2015, elle est élue présidente du nouveau conseil départemental. Elle est personnellement victorieuse dans le canton des Abymes-3,. 
Lors des élections sénatoriales de 2017, Josette Borel-Lincertin figure en quatrième position sur la liste "La Guadeloupe au cœur" conduite par Victorin Lurel qui remporte deux sièges (Victorin Lurel et Victoire Jasmin). 
Le 24 novembre 2020, elle intègre la nouvelle direction nationale du Parti socialiste, sur proposition du Premier secrétaire Olivier Faure, au poste de secrétaire nationale aux Outre-mer. Elle succède à la Réunionnaise Ericka Bareigts. 
Lors des élections régionales de 2021, elle est à la tête d'une liste d’union de la gauche (Fédération guadeloupéenne du Parti socialiste, soutenue par Caraïbe Écologie Les Verts Guadeloupe et Guadeloupe Insoumise). La liste Péyi Gwadloup, sur laquelle figure en sixième position le sénateur et ancien président de région Victorin Lurel, est devancée par celle du président de région sortant Ary Chalus à l'issue du second tour, recueillant 29 485 voix, soit 27,57 % des suffrages exprimés.
Josette Borel-Lincertin est également candidate tête de liste avec William Surdin aux élections départementales de 2021 dans le canton 3 des Abymes. La liste de la conseillère départementale et présidente de département sortante est devancée au second tour par celle du binôme constitué par Louis Galantine (également conseiller départemental sortant) et Marylène Adhel, recueillant 1350 voix, soit 46,04 % des suffrages exprimés.
Le 30 septembre 2021, Josette Borel-Lincertin diffuse sur les réseaux sociaux un courrier dans lequel elle annonce sa démission du Parti socialiste dont elle était, depuis un an, la secrétaire nationale aux Outre-mer. 
Elle s'éloigne par la suite de la FRAPP, mouvement politique communal du maire des Abymes Eric Jalton, dont elle est membre, en appelant publiquement à voter pour la candidate GUSR Chantal Lérus qui est finalement battue dans l'élection départementale partielle dans le 1er canton des Abymes en novembre 2021. 
Conseillère régionale, elle siège désormais comme "non inscrite" au sein de l'assemblée régionale. 

## Affaire judiciaire
En mai 2021, Josette Borel-Lincertin est auditionnée et placée en garde à vue dans le cadre d'une affaire de prise illégale d'intérêt. Cette audition puis cette garde à vue sont liées au recrutement annulé de la vice-présidente du Conseil Départemental au sein de l'Office de l'Eau car celle-ci étant membre de la commission permanente du Département ayant autorité sur l'Office de l'Eau . 

## Décoration
Josette Borel-Lincertin est nommée chevalier de l'ordre national de la Légion d'honneur en juillet 2009 au titre du ministère de l'Outre-mer. Ses insignes lui sont remis en octobre 2016, au Gosier, par la ministre des Outre-mer, Ericka Bareigts.